# Раутиан, Сергей Глебович
Сергей Глебович Раутиан (18 декабря 1928, Ленинград — 25 января 2009, Москва) — советский, российский физик, член-корреспондент АН СССР (1979), советник РАН. Области специализации — оптика, спектроскопия, квантовая электроника, атомная физика.

## Биография
Сергей Глебович Раутиан — второй сын в многодетной семье известных учёных-физиков профессора Глеба Николаевича Раутиана (1889—1963) и доктора технических наук Лидии Ивановны Дёмкиной (1900—1994).
В 1952 году — окончил физический факультет МГУ.
В 1953—1965 работал в Физическом институте АН СССР под руководством академика Г. С. Ландсберга, в 1965—1969 — заведующий лабораторией Института полупроводников АН СССР, в 1969—1971 — в Институте ядерной физики Сибирского отделения АН СССР, в 1971—1977 — зав. сектором Института спектроскопии АН СССР. С 1977 — зам. директора Института автоматики и электрометрии Сибирского отделения АН СССР, профессор, зав. кафедрой Новосибирского университета.
В 1979 году — был избран членом-корреспондентом АН СССР.

## Научная деятельность
Работы в области оптики, квантовой электроники, нелинейной спектроскопии.
Выполнил широкий цикл исследований по физике лазеров и лазерной оптике, физике столкновений. Разработал новые принципы создания инверсной населенности, предсказал узкие нелинейные резонансы на доплеровски уширенных спектральных линиях и изучил их. Исследовал роль столкновений в линейной и нелинейной спектроскопии.
Был женат на Ие Николаевне Нюберг (1926 г.р.), дочери профессора Николая Дмитриевича Нюберга и калужской дворянки Марии Алексеевны фон Польман; трое детей: Александр, Мария, Галина — биологи.
Похоронен в Москве на Троекуровском кладбище.

## Награды
- Орден «Знак Почёта» (1982)
- Орден Почёта (1999)
- Премия имени Д. С. Рождественского (1986) — за серию работ «Исследования в области нелинейной спектроскопии»
- медали